# Бостонский экспрессионизм
Бостонский экспрессионизм — художественное течение, характеризуемое эмоциональной прямотой, чёрным юмором, социальными и духовными темами и достаточно сильной тенденцией к фигуративизму, так что в качестве альтернативного термина иногда используется Бостонский фигуративный экспрессионизм, чтобы отличать его от абстрактного экспрессионизма, с которым частично совпадает.
Под сильным влиянием немецкого экспрессионизма и опыта иммигрантов и, зачастую, евреев, движение, возникшее в Бостоне, штат Массачусетс, в 1930-х годах, продолжается сегодня в форме третьей волны. Было наиболее популярно 1950–1970-х годах.
Чаще всего ассоциируется с эмоциональностью, смелым выбором цветов и выразительной работой мастеров, занимающих центральное место в движении, таких как Хайман Блум, Джек Левин и  Карл Цербе. Помимо этого, бостонский экспрессионизм, также тесно ассоциируется с виртуозными техническими навыками и возрождением техники старых мастеров. Работа скульптора Гарольда Товиша, работавшего с бронзой, деревом и синтетикой, является одним из примеров первого, в то время как техники в золотой и серебряной игле, найденные в некоторых ранних работах Джойса Реопеля, служат примером второго.

## Происхождения

### Хайман Блум и Джек Левин
Художники Хайман Блум и Джек Левин, две ключевые фигуры течения, имеют общие корни. Оба выросли в общинах иммигрантов: Блум в трущобах Бостонского Уэст-Энда, а Левин в Саут-Энде. В 1930-х годах, посещая уроки рисования в детских домах творчества, оба выиграли стипендии по изобразительному искусству и проходили обучение в музее Фогга у Денмана Росса. Также оба опирались на своё восточноевропейское еврейское наследие и находились под сильным влиянием «суровости и тоски» немецкого экспрессионизма и современных еврейских художников, таких как Шагал и Сутин. Блум тяготел к исследованию духовных тем, в то время как Левин был более склонен к социальным комментариям и чёрному юмору, но оба стали известными в 1942 году, когда они были включены в выставку «Американцы 1942: 18 художников из 9 штатов» в Музее современного искусства. Вскоре после этого журнал Time назвал Блума «одним из самых ярких американских колористов», а Левин получил приз на выставке в Метрополитен-музее в Нью-Йорке. Вместе они были названы «плохими парнями Бостона» (англ. the bad boys of Boston).

### Карл Цербе
Другим влиятельным художником того времени был Карл Цербе, родом из Германии, который учился в Италии и чьи ранние работы были осуждены нацистами как «дегенеративные». Цербе эмигрировал в Соединенные Штаты в 1934 году, поселившись в Бостоне, где он возглавлял отдел живописи в Школе Музея изящных искусств. Цербе помог оживить спокойную бостонскую арт-сцену, привнеся в Бостон европейские идеи, в частности, идеи немецких экспрессионистов. Он также организовал для Макса Бекмана и Оскара Кокошки лекции в музейной школе.

### Ранние «бостонские экспрессионисты»
К началу 1950-х годов Блум, Левин, Цербе и художники, на которых они влияли, были названы бостонскими экспрессионистами. По ошибке их также иногда называют Бостонской школой, хотя этот термин обычно используется для обозначения другой, более старой бостонской группы.
У каждого из этих трех художников был свой стиль, но были и схожие черты. Они рисовали не непосредственно наблюдая предмет, а по памяти и воображению. Как выразился Бернард Ше, они отдавали предпочтение «концептуальному, а не перцептивному». Как и абстрактные экспрессионисты, они отвергли фотографический натурализм, предпочитаемый нацистами. Виллем де Кунинг и Джексон Поллок, которые видели работы Блума на выставке «Американцы в 1942 году», считали Блума «первым художником абстрактного экспрессионизма в Америке». И все же Блум никогда не принимал чистую абстракцию  и в различной степени Блум, Левин и Цербе придерживались фигуративизма, поэтому их школу живописи иногда называют «бостонским фигуративным экспрессионизмом».
Все трое, как и движение в целом, были известны своим богатым техническим опытом. Подобно абстрактным экспрессионистам, они были живописцами, рассматривая саму краску, а не только ее цвет, как значимый элемент произведения. Известные своими экспериментами с новыми материалами и техникам, они также уделяли много времени истории живописи, таким образом, Цербе, например, в 1940-х годах помог возродить древнюю египетскую технику энкаустики: смесь пигмента и горячего воска.
Чэт назвал Блума связующим звеном между бостонским экспрессионизмом и абстрактным экспрессионизмом. Картина «Рождественская елка» Блума (1945) является примером одной из его наиболее абстрактных работ, едва ли отражающая внешний вид оригинального объекта по его форме. Картина «Уличная сцена № 2» Левина (1938), с её намеком на опасность и коррупцию, является примером характерных тем Левина и живописных мазков и искаженных, но искусно визуализированных фигур, характерных для бостонского экспрессионизма.

## Последующие поколения
Блум, Левин и Цербе оказали влияние на второе поколение художников, многие из которых были еврейскими иммигрантами первого или второго поколения, и многие из них были учениками Цербе в музейной школе. На фотографии 1947 года, сделанной Джоном Бруком на выставке «Тридцать художников штата Массачусетс» в Институте современного искусства, Цербе изображен с художниками Карлом Пикхардтом, Рид Чемпионом, Халилом Джебраном, Джоном Норти, Эстер Геллер, Томасом Франциоли, Туре Бенгц, Джильо Данте, Мод Морган и Лоуренс Купферман. В своих мемуарах Жан Джебран отметил сходство фотографии с легендарной фотографией в журнале Life «Возмущенных» (1950), и добавляет: «Но истинными „возмуженными“ были художники Бостона». Среди других художников в этой группе были Дэвид Аронсон, Джейсон Бергер, Бернард Чэт, Рид Кей, Джек Крамер, Артур Полонски, Генри Шварц, Барбара Свон, Мел Забарский, Лоис Тарлоу и Арнольд Трахтман. Митчелл Сипорин, который руководил отделом изящных искусств в университете Брандейса в 1950-х годах, также иногда включается в эту группу.
В некоторой степени многие из этих молодых художников были аутсайдерами в музейной школе, связанной с бостонскими браминами и её акцентом на традиционные методы. Оглядываясь назад, Артур Полонский вспоминал негласное согласие среди его одноклассников, что чего-то не хватает в «академических» картинах Бостонской школы, с одной стороны, и в стерильном «геометрическом пуризме» некоторых новых художников — с другой. Блум, Левин и Цербе помогли многим из них найти альтернативный путь. Цербе представил их не только немецким художникам, таким как Гросс и Дикс, но также и мексиканским художникам, таким как Ривера и Сикейрос. В то же время они продолжали следовать строгой программе традиционного художественного образования, изучая старых мастеров Европы, а также анатомию и перспективу, с сильным акцентом на рисовании. По мере развития своих навыков многие студенты применяли образный подход, понимая, что художник — не репортёр. «Мы мучили предмет», — сказал Полонский. Многие из их картин были посвящены человеческим страданиям, которые были представлены без прохладной, ироничной отрешенности, которая впоследствии, казалось, стала обязательной при рассмотрении таких предметов.
Одним из самых успешных художников, появившихся в этой группе, был Дэвид Аронсон. В 1946 году его «Троица» и «Тайная вечеря» были включены в выставку Дороти Миллер «Четырнадцать американцев» в МоМА, где они вызвали как похвалу, так и негодование. Один из бостонских критиков осудил «Тайную вечерю» как «подножку для кровати дьявола». Аронсон руководил отделом изобразительного искусства в Бостонском университете.
Среди более поздних художников, оказавшихся под влиянием Бостонского экспрессионизма, были Аарон Финк, Джерри Бергштейн, Джон Имбер, Майкл Мазура, Кэтрин Портер, Джейн Смолдоне, Джон Уокер и другие. Филипп Густон, который имел связи с Бостоном и чье возвращение к изобразительному искусству в 1970-х годах было источником противоречий, также часто упоминается в связи с бостонским экспрессионизмом.

## Философия
Согласно искусствоведу Джудит Букбиндер, «бостонский фигуративный экспрессионизм был одновременно и гуманистической философией, то есть ориентированной на человека и рационалистической или классически ориентированной философией, и формальным подходом к обработке краски и пространства»  Памела Эдвардс Аллара с факультета изящных искусств Университета Тафтса называет Бостонский экспрессионизм системой убеждений, созданной в контексте: «Это свидетельствует о последовательном наборе предположений о функции искусства, сформированной культурным климатом города».
Искусствовед Роберт Тейлор, в 1979 году, предположил, что «отношение к Бостону» происходит от религиозного происхождения Блума и Левина. Получив раннее художественное образование в религиозном общественном центре, — по его мнению — неудивительно, что их работа вызывает определенное уважение к традициям и дисциплине. И наоборот, искусствовед Альфред Вернер в 1973 году предположил, что еврейские иммигранты, спасающиеся от угнетения, были более свободны в принятии модернизма, чем другие американцы, потому что они «менее прикованы к благородной традиции».

## Критика
В 1930-х Бостон в отношении искусства был консервативен. Даже небольшая абстракция или творческое использование цвета были неприемлемы для большинства бостонских критиков и коллекционеров, включая Музей изящных искусств, и импрессионисты, такие как Эдмунд Тарбелл и Фрэнк Бенсон, всё еще считались передовыми художниками. В этой атмосфере Бостона современные художники получили очень ограниченную поддержку на местном уровне, и им пришлось искать поддержку в Нью-Йорке. Несколько заметными исключениями были Галерея Аддисона, Музей Буш-Райзингера, и искусствовед Дороти Адлоу, которые поддерживали движение с самых первых дней.
В сороковые годы, во многом благодаря Блуму и Левину и их успехам в Нью-Йорке, а также влиянию Цербе на его учеников, арт-сцена в Бостоне начала меняться. А национальные журналы, такие как Time, Life и ARTnews, начали обращать на это внимание. Галерея Бориса Мирски открылась на Ньюбери-стрит, где проходили обменные выставки с галереей Даунтаун Эдит Хэлперт в Нью-Йорке. В 1945 году Адлоу писал: «Еще несколько лет назад Бостон был художественно умирающим … Однако за последние дюжину лет в бостонской художественной жизни произошел всплеск. Выраженное превосходство в технических навыках и творческая душевная энергия вызвала широкий интерес».
Несмотря на эти события, многие бостонские коллекционеры с подозрением относились к современному искусству, а Музей изобразительных искусств оставался безучастным. Одним из факторов мог быть антисемитизм, учитывая, что бостонские экспрессионисты были преимущественно евреями. В то же время нью-йоркские художники, находящиеся под влиянием Парижской школы, двигались в другом направлении: не только искажая фигуры для выразительных целей, но и вовсе избегающие их. Бостонский экспрессионизм, которым пренебрегали дома и не найдя поддержки в Нью-Йорке, в 1960-х годах потерял популярность и в последующие десятилетия стал мало привлекательным для искусствоведов.
И только, относительно недавно, выставки в районе Бостона и публикация нескольких книг и статей вызвали некоторый интерес к увядшему течению. В 2005 году Джудит Букбиндер опубликовала книгу на эту тему «Бостонский модерн: фигуративный экспрессионизм как альтернативный модернизм». Документальный фильм Анжелики Бриск «Красота всех вещей» вышедший в 2009 году был хорошо принят критиками, а в настоящее время снимается фильм Габриэля Полонски о его отце Артуре Полонски, « Освобождение от разума» . Жан Джебран, жена художника Халиля Джебрана, издала книгу Love Made Visible: Scenes from a Mostly Happy Marriage, в которой вспоминает расцвет бостонского фигуративного экспрессионизма.
Музей Данфорта во Фрамингеме, штат Массачусетс, хранит большую коллекцию бостонского экспрессионизма. Обозревая выставку 2011 года в Данфорте, искусствовед Boston Globe Кейт МакКуэйд пишет: «Бостонский экспрессионизм всегда был сочным, ярким и глубоко чувственным».